# アモス・ブーン
アモス・レオナルド・ブーン・ホック・チェ（Amos-Leonard Boon Hock Chye、般 阿莫、1972年7月12日 - ）は、シンガポールの元サッカー選手。主にSリーグのマリン・キャッスル・ユナイテッドFC/センカン・プンゴルで活躍した選手で、現役時代のポジションはGK。

## サッカー選手
ブーンは1996年にタンジョン・パガー・ユナイテッドFCでプロとしてのキャリアを始め、3年間在籍したのちに、マリン・キャッスル・ユナイテッドFCに移籍し、5年間在籍した。
その後、ホーム・ユナイテッドに移籍するものの、二年後には改名したセンカン・プンゴルに戻った。その後、ゲイラン・ユナイテッドFCに移籍する際には、センカン・プンゴルでその選手生命を全うする物と思われていた為に多くのファンがショックを受けた。

## ウェイクボード
ブーンはウェイクボードにも熱心な人物であり、かつては同国のウェイクボード協会の会長も務めていた他、国際大会への出場経験もある。

## 経営者
2006年にブーンは綜合プロダクション事業を始めた。4年のうちに急成長し、2009年には500万シンガポールドルの取引高となった。